# Zone d'expression populaire
Pour les articles homonymes, voir ZEP.
Zone d'expression populaire, ou ZEP de son acronyme, est un groupe de hip-hop français, originaire de Roubaix, dans la métropole lilloise. À travers ce projet, ZEP se décrit ainsi : « dénonce avec verve et virulence  la lepénisation de la société, la banalisation des discours racistes, le chantage à l’intégration, le néo colonialisme, les conditions de vie des sans papiers et des minorités ». Le groupe suscite une polémique après la sortie de son morceau Nique la France en 2012.

## Polémique et relaxe
En 2012, la chanson Nique la France et notamment son passage « Petit Gaulois de souche, arrête d'ouvrir ta bouche » provoque une polémique. Après que l'Union pour un mouvement populaire locale a vainement demandé l'interdiction d'un concert à Saintes en février 2011, un autre concert de ZEP prévu le 7 décembre 2011 à Audincourt est annulé par la municipalité.
En octobre 2012, Saïdou, chanteur du groupe (Saïd Zouggagh de son vrai nom) et Saïd Bouamama, co-auteurs de la chanson, sont mis en examen pour « injures publiques envers une personne ou un groupe de personnes en raison de leur origine ou de leur appartenance à une ethnie, une race ou une religion ». Ils sont relaxés le 19 mars 2015, par la 17e chambre du tribunal de grande instance de Paris qui considère que les « Français blancs dits de souche » ne constituent pas un « groupe de personnes ». L'Agrif, association proche de l'extrême droite, fait appel au civil mais elle est déboutée le 9 décembre 2015 par la Cour d'appel de Paris. Son pourvoi en cassation est ensuite rejeté en ce qui concerne Saïd Bouamama mais Saïdou est renvoyé devant la cour d'appel de Lyon qui, le 12 janvier 2018, le condamne à une peine d'un euro symbolique et 3 000 euros de dédommagement à l'Agrif. Cet arrêt de la cour d'appel de Lyon est finalement cassé sans renvoi le 11 décembre 2018 par la Cour de cassation qui déboute définitivement l'Agrif de toutes ses demandes.
Auparavant, en 2011, le maire socialiste d'Audincourt, Martial Bourquin, avait refusé la venue du groupe dans sa commune, par peur de débordements et par désaccord avec ce qui était dit dans leurs chansons.

## Membres
- Saïdou (Dias) - chant (membre également du Ministère des affaires populaires)
- Salim Sferdjella - accordéon
- Kamel Flouka - guitare
- Saknes - boîte à rythmes, chant